# Edward Luckhaus
Edward Gustaw Adolf Luckhaus (ur. 31 sierpnia 1910 w Głuchowie, zm. 12 maja 1975 w Pfaffenhofen an der Ilm) – polski lekkoatleta (trójskoczek, oszczepnik, wieloboista), olimpijczyk.
Urodził się i wychował w niemieckiej rodzinie Adolfa Luckhausa i Idy Elisy Roots. Do 1938 roku mieszkał w Białymstoku. W 1934 roku wziął ślub z białostoczanką Krystyną Łoniewską.
Jako 15-letni chłopiec wstąpił do Zjednoczonego Związku Młodzieży Wiejskiej, w którym zaczął trenować lekką atletykę. W 1930 roku pobił swój pierwszy rekord Polski rzucając oszczepem na odległość 58.05 na zawodach warszawskiej Polonii.
W 1932 był już zawodnikiem Jagiellonii Białystok, w której odnosił największe sukcesy w trójskoku, oszczepie, skoku wzwyż i wielobojach. Dwunastokrotnie reprezentował biało-czerwone barwy w meczach międzypaństwowych.
W 1934 podczas Mistrzostw Europy w Turynie zajął 4. miejsce w trójskoku (skok 14 m 54 cm). W tej samej dyscyplinie startował także na igrzyskach olimpijskich w Berlinie w 1936, gdzie był 11. z wynikiem 14 m 61 cm. Startował przeziębiony, co miało wpłynąć na jego dyspozycję.
W swojej karierze reprezentował barwy Klubu Sportowego Związku Młodzieży Wiejskiej Białystok (1925–1931), następnie Jagiellonii Białystok (1932–1937), i Polonii Warszawa (1938–1939). Trenował także w Tomaszowie Mazowieckim.
8-krotny indywidualny mistrz Polski, w trójskoku (1931), (1932), (1933), (1934), (1935), (1939), 5-boju (1933) i 10-boju (1933).
Dziesięciokrotnie bił rekordy Polski (trójskok, oszczep, 5-bój).
W czasie wojny i lat okupacji Edward Luckhaus był najpierw komendantem Tomaszowskiej Fabryki Sztucznego Jedwabiu (TFSJ), a później, do 1942, referentem sportowym komendantury Dystryktu Warszawskiego w Pałacu Bruhla. W 1942 na ochotnika wstąpił do Wehrmachtu i walczył na froncie wschodnim, gdzie dostał się do niewoli. Był więźniem obozu jenieckiego w Homlu na Białorusi. Zwolniony w 1948, udał się do rodziny w Pfaffenhofen w Bawarii niedaleko Monachium, gdzie osiadł na stałe.
Po wojnie w latach 1957-1969 pracował jako nauczyciel wychowania fizycznego i sztuki w gimnazjum w Scheyern w Bawarii. Od 1969 do 1975 pracował w gimnazjum w Pfaffenhofen.
Luckhaus zasłynął również jako znakomity plastyk, malarz i grafik. Do dziś na aukcjach wystawiane są jego prace. Zaprojektował m.in. godło powiatu Pfaffenhofen. W mieście tym jest nawet ulica nazwana jego imieniem Luckhausstrasse.
Zmarł w maju 1975, na krótko przed przejściem na emeryturę.
Rekordy życiowe:
- trójskok: 15,21 (1936)
- rzut oszczepem: 58,83 (1933)